# Marszozaur
Marszozaur (Marshosaurus) – rodzaj teropoda należącego do grupy Avetheropoda o bliżej niesprecyzowanej pozycji systematycznej; nazwa została nadana na cześć amerykańskiego paleontologa Othniela Charlesa Marsha.
Żył w okresie późnej jury (ok. 155-150 mln lat temu) na terenach Ameryki Północnej (USA - Utah).
Długość ciała ok. 5 m, masa ok. 200-400 kg. Jego szczątki znaleziono w USA.